# Artistes Dadas et personnalités liées au mouvement

« Tous les membres du Mouvement DADA sont présidents. »

— « Bulletin Dada », 1920.

## A
- Haut – A
- B
- C
- D
- E
- F
- G
- H
- I
- J
- K
- L
- M
- N
- O
- P
- Q
- R
- S
- T
- U
- V
- W
- X
- Y
- Z

- Anastassia Akhtyrko (Moscou, 1902 - Moscou, 1975). Peintre russe. Élève du Laboratoire de formation inférieur technico-artistique de Moscou, elle participe aux premières expériences de théâtre abstrait (1921). Adepte de la tendance constructiviste, elle rencontre Tristan Tzara à Berlin, en 1925, dont elle fait un portrait[2].

- Pierre Albert-Birot (Angoulême, 1876 - Paris, 1967). Poète, peintre, sculpteur, dramaturge et directeur de revue français. Après Pierre Reverdy, il accueille les écrits de Tristan Tzara dans la revue SIC (Sons-Idées-Couleurs) en 1917[3]. Considéré jusqu'en 1920 par les dadaïstes comme l'un des leurs (sa signature figure même en bas du Dadaistisches Manifest de Richard Huelsenbeck[4]), il a par la suite constamment cherché à marquer sa différence avec le mouvement[5].

- Dragan Aleksitch (Bunic kod Korenice (Serbie), 1901 - Belgrade, 1958). Poète serbe. Il découvre l'avant-garde artistique à Prague à l'occasion d'études slavistiques. À Belgrade, après avoir collaboré à la revue Zenit, organe du mouvement zenitiste de Ljubomir Mitzich (1921), il lance, à Zagreb, deux revues successives Dada Jazz et Dada-Tank qui ne connaîtront qu'une seule parution (1922). Il entre en contact avec Richard Huelsenbeck et Kurt Schwitters et fait paraître ses poèmes phonétiques dont Taba ciclon écrite en « langue internationale dada ». Aleksitch préconise le bruitisme, la poésie abstraite, la sculpto-peinture et toutes les formes d'art total. Fin 1922, rejoint par d'autres artistes zenitist, il organise des soirées dadas qui font scandale. Peu après, il cesse toute activité artistique : « Nous abandonnons la lutte, indomptés. »[6]

- Guillaume Apollinaire (Rome, 1880 - Paris, 1918). Poète, essayiste, chroniqueur français. En 1912, il rencontre Marcel Duchamp et Francis Picabia qui admirent, chez lui, son goût pour l'audace et son « esprit nouveau ». Duchamp lui dédie le ready-made Apolinère Enameled et Picabia publie dans sa revue 391 le calligramme L'Horloge de demain[7]. Dès sa naissance à Zurich, le groupe Dada ne cache pas son admiration, ses poèmes sont lus au cours des manifestations du Cabaret Voltaire et Tristan Tzara lui fait parvenir les premières revues dadas. Dans le contexte de la guerre, de la censure et du bourrage de crâne, Apollinaire succombe au patriotisme belliciste qui le retient d'apporter sa pleine adhésion au mouvement. À sa mort, un hommage sincère lui est rendu dans le troisième numéro de Dada[8]. Même Jacques Vaché est sensible à cette disparition ; « Apollinaire a fait beaucoup pour nous et n'est certes pas mort [...] Les belles choses que nous allons pouvoir faire ; - MAINTENANT ! »[9]

- Louis Aragon (Paris, 1897 - 1982). Écrivain, romancier et poète français. Intéressé par la littérature, Louis Aragon écrit, dès son jeune âge, des poèmes et des histoires. Il rencontre André Breton en 1917. Avec ce dernier et Philippe Soupault, il participe à la revue Littérature dont le premier numéro paraît le 1er mars 1919. En 1920, il joue le rôle de Monsieur Cricri dans la pièce de Tristan Tzara La Première aventure céleste de Monsieur Antipyrine, publie son premier roman Anicet ou le panorama et, avec Breton, organise la première exposition parisienne d’œuvres de Max Ernst (mai 1921) et le Procès Barrès où il joue le rôle du  défenseur de l’écrivain mis en cause par les dadaïstes parisiens[10].

- Walter Conrad Arensberg (Pittsburgh (Pennsylvanie), 1878 - Los Angeles (Californie), 1954). Poète, écrivain, critique et mécène américain. Avec son épouse Louise Stevens, ils ouvrent, en 1912, à New York, un salon qui devient le centre de l'avant-garde artistique et intellectuelle américaine. En 1913, ils organisent la première exposition d'œuvres avant-gardistes l'Armory show. Arensberg commence à collectionner les peintures les plus modernes. Il a fait don d'une grande partie de sa collection au Philadelphia Museum of Art qui détient la plus riche collection des œuvres de Marcel Duchamp[11]..

- Céline Arnauld née Carolina Goldstein (Călăraşi (Roumanie), 1885 - Paris, 1952). Poète et romancière française. L'une des rares femmes, avec Suzanne Duchamp, à avoir participé activement au mouvement Dada parisien de 1920 à 1924. Créatrice de la revue Projecteur (un seul numéro). Amie de Francis Picabia et de René Hilsum qui édite ses œuvres jusque dans les années 1930. Elle se suicide deux mois après la mort de son mari Paul Dermée[12].

- Jean ou Hans Arp (Strasbourg, 1886 - Bâle, 1966). Sculpteur, peintre et poète alsacien. Membre fondateur du mouvement Dada et animateur du Cabaret Voltaire à Zurich (1916). Avec Sophie Taeuber, ils réalisent plusieurs œuvres en commun. « Le retour à l'innocence que préconise dada se traduit par l'implication du hasard dans la genèse de l'œuvre d'art ou le recours à certains procédés automatiques. »[13]. Après la Première guerre mondiale, il forme le groupe Dada de Cologne avec Max Ernst et Johannes Baargeld[14] Il rejoint le mouvement surréaliste dès son arrivée à Paris en 1926. Il garde son prénom Hans jusqu’en 1939 pour adopter, à partir de la déclaration de la guerre, celui de Jean, signant désormais Jean Arp[15].

## B
- Haut – A
- B
- C
- D
- E
- F
- G
- H
- I
- J
- K
- L
- M
- N
- O
- P
- Q
- R
- S
- T
- U
- V
- W
- X
- Y
- Z

- Johannes Baader (Stuttgart (Allemagne), 1875 - Adeldorf (Allemagne), 1955). Écrivain allemand. Autoproclamé « Président de la Société des Nations Intertelluriques Surdadaïstes » et « Oberdada »[16]. Il réalise des collages dont la majeure partie a été détruite au cours de la Seconde guerre mondiale. Raoul Hausmann : « Sans Baader, Dada n'aurait pas eu lieu à Berlin. »[17]

- Johannes Theodor Baargeld né Alfred Emanuel Ferdinand (Gruenwald, Stettin (Allemagne), 1892 - Massif du Mont-Blanc (France), 1927). Journaliste et écrivain allemand. Surnommé « Zentrodada ». Il s'essaie au dessin, au collage et au photomontage en autodidacte. Il renie Dada en 1921[18]. Max Ernst : « Il y a seulement un vrai président ici sauf moi (à Cologne), c'est Baargeld. »[19]

- Hugo Ball (Pirmasens (Allemagne), 1886 - Sant'Abbondio (Suisse), 1927). Écrivain et poète allemand. L'un des fondateurs de Dada et animateur des soirées du Cabaret Voltaire à Zurich. Il doit sa renommée internationale à une photographie souvent reproduite où il apparaît dans un costume rigide et argenté figurant un phallus. Il rompt avec Dada le 16 août 1916[20].

- Jacques Baron (Paris, 1905 - Paris, 1986). Poète français. Après avoir rencontré Louis Aragon et André Breton à l'occasion de la « visite à travers Paris de lieux volontairement dérisoires » organisée par le groupe des Dadas parisiens le 14 avril 1921[21], il participe à la revue Aventure collégialement dirigée par Marcel Arland, René Crevel, Georges Limbour, Max Morise et Roger Vitrac. Dès l'année suivante, il suit Breton dans l'aventure surréaliste[réf. nécessaire]

- Erwin Blumenfeld (Berlin, 1897 - Rome, 1969). Écrivain, collagiste, dessinateur et peintre allemand. Il adresse une carte postale à Tristan Tzara où il se surnomme « Président dada-chaplinist »[22]. Ami de Paul Citroen, il rencontre les Dadas berlinois en 1917 ou 1918. Il quitte Berlin pour Amsterdam, adapte son patronyme en Jan Bloomfeld et co-dirige, avec Citroen la Centrale Dada de Hollande : « J'écrivais le jour des historiettes, la nuit, je devenais peintre du dimanche [...] Ne sachant pas dessiner, je m'en passais. Mon style : dadaïsme futuriste. » Après Dada, il se fait connaître comme photographe de mode[23].

- Otto Burchard (1892 - 1965). Galeriste allemand. Il expose dans sa librairie berlinoise, de 1919 à 1921, les œuvres des dadaïstes allemands : Otto Dix, George Grosz, Hannah Höch et Rudolf Schlichter et Francis Picabia[24],[25].

- André Breton (Tinchebray (Orne), 1896 - Paris, 1966). Poète, écrivain, essayiste français, théoricien et animateur du surréalisme. À partir de janvier 1920 et l'arrivée à Paris de Tristan Tzara, il organise et participe à différentes manifestations Dada parisiennes. Redoutant que le nihilisme des dadaïstes ne s'apparente qu'à de l'infantilisme, il prend ses distances avec le mouvement après le Procès Barrès (mai 1921). La rupture définitive avec Dada intervient en juillet 1923 à l'occasion de la soirée organisée, entre autres par Tzara, dite du Cœur à Barbe[26].

- Gabriële Buffet-Picabia née Madeleine Françoise Marie Gabriële Buffet (Fontainebleau, 1881 - Paris, 1985). Musicienne et critique d'art française. Elle suit des études musicales à la Schola Cantorum avec Vincent d'Indy puis à Berlin avec Ferrucio Busoni. En 1908, elle rencontre Francis Picabia. Ils se marient l'année suivante. Elle incite Picabia à composer ses tableaux comme des morceaux de musique. Elle rencontre le compositeur italien Alberto Savinio, s'intéresse aux expériences bruitistes de Luigi Russolo et collabore aux revues Les Soirées de Paris, Camera work et Dada. Elle accompagne Picabia à Zurich où ils rencontrent Hans Arp et Tristan Tzara. Elle établit le contact entre Tzara et les dadas new-yorkais. Elle publie un livre de souvenirs sur cette période d'avant-garde artistique sous le titre Aires abstraites[27].

## C
- Haut – A
- B
- C
- D
- E
- F
- G
- H
- I
- J
- K
- L
- M
- N
- O
- P
- Q
- R
- S
- T
- U
- V
- W
- X
- Y
- Z

- Gino Cantarelli (Mantoue (Italie), 1889 - 1950). Artiste futuriste italien. Il est l'auteur de poèmes dadaïstes en italien[28] et en français[29],[30].

- Serge Charchoune (Bourgourouslan (Russie), 1888 - Villeneuve-Saint-Georges, 1975). Peintre et poète russe. Après avoir quitté la Russie, en 1914, pour Barcelone où il rencontre Arthur Cravan et Francis Picabia, il s'installe à Paris en 1919. Il entre en contact avec les dadas parisiens lors de la matinée de la salle Gaveau le 26 mai 1920 et participe à leurs manifestations dont le Procès Barrès (mai 1921) ainsi que le salon Dada de la galerie Montaigne organisé par Tristan Tzara en juin 1921. Il y expose des dessins inspirés des œuvres « mécaniques » de Picabia et compose également un poème illustré de douze dessins : Foule immobile. À son tour, il crée un groupe Dada, Palata Poetov (La Chambre des Poètes) qui se réunit à partir du 7 août 1921 au café Le Caméléon (au 146, boulevard du Montparnasse). En mai 1922, il se rend à Berlin dans l'espoir d'obtenir un visa pour la Russie révolutionnaire. Il y créé une revue Dada en langue russe Perevoz Dada (Le Transbordeur Dada), édite une anthologie de poésie dadaïste allemande, française et russe Dadaizm, kompilacija et collabore à diverses revues comme Merz de Kurt Schwitters. À partir de 1923, il renonce à rentrer en Russie, se fixe à Paris et se rapproche du mouvement puriste sans jamais renier Dada[31].

- Christian né Georges Herbiet (Anvers, 1895 - Paris, 1969). Libraire, poète et critique littéraire. Ami de Francis Picabia, de Jean Crotti et Suzanne Duchamp, il ouvre, en 120, à Saint-Raphaël (Var), la librairie Au bel exemplaire dépositaire d'ouvrages d'André Breton, Picabia et Tristan Tzara. Il collabore à la revue 391 de Picabia et avec l'aide de dernier, il publie le premier ouvrage de Pierre de Massot De Mallarmé à 391. Toujours dans un esprit de provocation, il ouvre une boîte de nuit aux abords d'une église , ce qui provoque immédiatement l'hostilité des riverains (1922)[32].

- Hans Citroen (Berlin, 1905 - Israël, 1984). Dessinateur d'origine allemande. Frère cadet de Paul Citroen. Quatre de ces œuvres sont exposées à la première Foire internationale Dada de Berlin[33].

- Paul Citroen (Berlin 1896 - Wassenaer (Pays-Bas), 1983). Dessinateur et peintre hollandais. Frère aîné d'Hans Citroen. Il rencontre les Dadas berlinois en 1917 ou 1918 et codirige avec Erwin Blumenfeld la Centrale Dada de Hollande. Il s'éloigne de Dada en 1921 pour devenir membre du Bauhaus[33].

- John Covert (Pittsburgh (Pennsylvanie), 1882 - Pittsburgh, 1960). Peintre américain. Influencé par Marcel Duchamp, il combine la peinture à des matériaux de toute sorte et son goût pour les mathématiques et la cryptographie. Ses peintures abstraites sont considérées comme les plus proches de l'esprit Dada de New York[34].

- Arthur Cravan né Fabian Avenarius Lloyd (Lausanne, 1887 - Mexique (?), 1918). Boxeur et poète. Éditeur et unique rédacteur de la revue Maintenant (1912-1915), ses excentricités et ses provocations en font un précurseur de Dada. Il disparaît dans les eaux du golfe du Mexique au cours d'une sortie en bateau[35]. « Dans la rue on ne verra bientôt plus que des artistes et l'on aura toutes les peines du monde à y découvrir un homme. »[36]

- Jean-Joseph Crotti (Bulle (Suisse), 1878 - Neuilly-Sur-Seine (act. Hauts-de-Seine), 1958). Peintre français. Il rejoint le groupe Dada parisien par l'intermédiaire de Suzanne Duchamp, peintre et sœur de Marcel Duchamp (1916). Après avoir participé activement au mouvement Dada, à Paris, jusqu'en 1921, il s'éloigne de Tristan Tzara. Avec sa femme et Francis Picabia[37], ils tentent de créer un mouvement à la fois dadaïste et mystique appelé Tabu-Dada (1921)[38].

## D
- Haut – A
- B
- C
- D
- E
- F
- G
- H
- I
- J
- K
- L
- M
- N
- O
- P
- Q
- R
- S
- T
- U
- V
- W
- X
- Y
- Z

- Paul Dermée né Camille Gérard Zéphirin Janssen (Liège (Belgique), 1886 - Paris, 1951). Écrivain, poète belge, critique littéraire et directeur des revues Z, Interventions et l'Esprit nouveau. Mari de Céline Arnauld. Il est contacté par Tristan Tzara pour diffuser la revue DADA à Paris mais le projet d'association n'aboutit pas[39]. Il participe à plusieurs manifestations Dada à Paris dont le festival du 26 mai 1920[40].

- Carl Doehmann (Lemgo, 1892 - Berlin 1982). Dermatologue de profession, membre du groupe Dada de Berlin, « auteur, sous le nom de Daimonides, de poèmes baroques » et « accompagnateur bénévole, lors des soirées et des récitals dada[41] ».

## E
- Haut – A
- B
- C
- D
- E
- F
- G
- H
- I
- J
- K
- L
- M
- N
- O
- P
- Q
- R
- S
- T
- U
- V
- W
- X
- Y
- Z

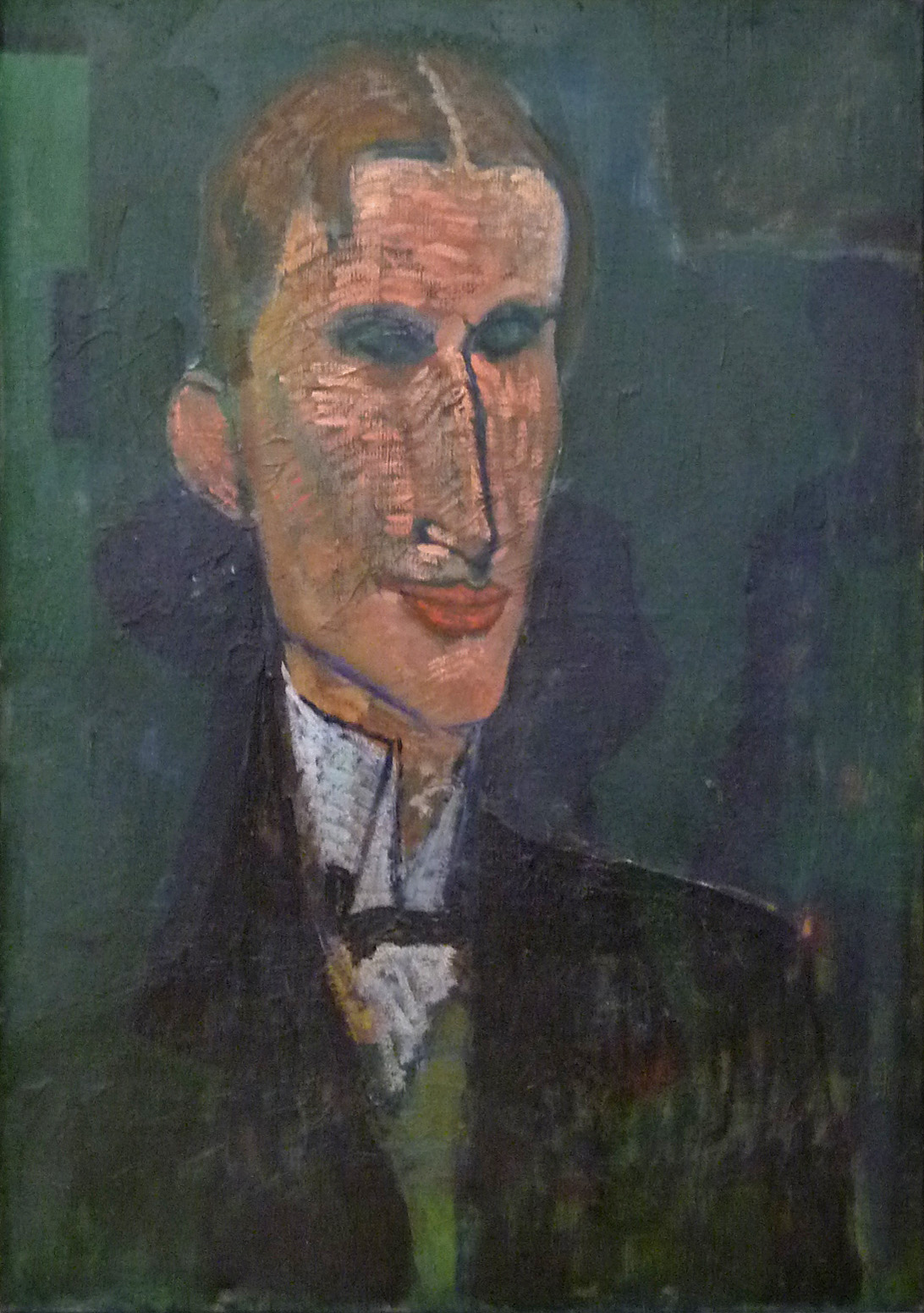
Viking Eggeling par Amédéo Modigliani

- Viking Eggeling (Suède, 1880 - 1925). Cinéaste et peintre suédois. Collaborateur d'Hans Richter rencontré par l’intermédiaire de Tristan Tzara au printemps 1918[42] et de Raoul Hausmann[43].

- Carl Einstein (Neuwied (Allemagne), 1885 - Betharram (France), 1940). Écrivain, historien et critique d'art. Dadaïste berlinois de tendance anarchiste. Créateur, avec George Grosz, de la revue Der Blutige Ernst (Terriblement sérieux) en 1919[44].

- Germaine Everling (Paris, 1886 - 1976) Journaliste française. Compagne de Francis Picabia, elle participe au mouvement  Dada au début des années 1920, en écrivant des préfaces de catalogues et en accordant des interviews à la presse sur le mouvement artistique[45].

- Max Ernst (Brühl (Allemagne), 1891 - Paris, 1976). Peintre et sculpteur allemand. Il crée le groupe Dada de Cologne en 1918 avec Johannes Theodor Baargeld. En 1922, il s'installe à Paris et se rapproche d'André Breton et Paul Eluard. « Max Ernst est le seul artiste peintre qui soit le pivot entre Dada et le surréalisme et, à ce titre, l'un de responsables de la confusion si fréquente entre les deux mouvements. »[46].

## F
- Haut – A
- B
- C
- D
- E
- F
- G
- H
- I
- J
- K
- L
- M
- N
- O
- P
- Q
- R
- S
- T
- U
- V
- W
- X
- Y
- Z

- Otto Flake (Metz, 1880 - Baden Baden, 1963). Écrivain, essayiste et journaliste allemand. En 1918, il s’établit à Zurich et ejoint le cercle Dada[47].

- Josep Vicenç Foix (Sarrià (Espagne), 1893 - Barcelone, 1987). Poète, journaliste et essayiste espagnol. En 1918, il prend la direction de la revue d'art avant-gardiste Trossos pour y développer son goût pour le mouvement Dada[48].

- Théodore Fraenkel (1896 - 1964). Écrivain et médecin français. Condisciple d'André Breton au collège Chaptal à Paris. Il collabore aux revues Proverbe, Dada au grand air et Littérature ainsi qu'aux différentes manifestations dadas parisiennes entre 1920 et 1921. Discret et distant, il se tourne vers la médecine après la rupture survenue entre dadaïstes et le groupe emmené par Breton en juillet 1923[49].

- Otto Freundlich (Stolp (Allemagne), 1878 - camp de Majdanek (Pologne), 1943, mort en déportation). Sculpteur et peintre allemand. Engagé dans le Novembergruppe et coorganisateur avec Johannes Theodor Baargeld et Max Ernst de l'exposition Dada de Cologne en 1919[réf. nécessaire]

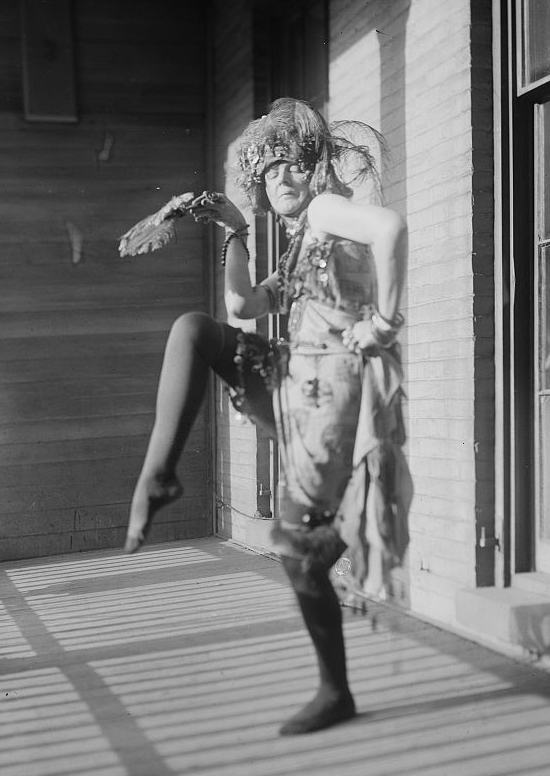
Elsa von Freytag-Loringhoven surnommée Dada Baroness

- Elsa von Freytag-Loringhoven née Elsa Hildegard (Plötz, Swinemünde (Allemagne), 1874 -Paris, 1927). Artiste et égérie du dadaïsme de New York. Surnommée « Dada Baroness », elle est la créatrice de la sculpture God habituellement attribuée à Morton Schamberg et la vedette d'un film coréalisé par Marcel Duchamp et Man Ray intitulé, La Baronne rase ses poils pubiens[50].

## G
- Haut – A
- B
- C
- D
- E
- F
- G
- H
- I
- J
- K
- L
- M
- N
- O
- P
- Q
- R
- S
- T
- U
- V
- W
- X
- Y
- Z

- Gan né Adrian-Nilsson Gösta (Stockholm, 1884 - Stockholm, 1965). Peintre et sculpteur suédois. Premier artiste suédois à s'intéresser à l'art d'avant-garde qui l'amènera à Berlin, en 1913, et à participer à la naissance de Dada. Son caractère résolument anti-esthétique le conduit à réaliser des collages dans l'esprit Dada, dans les années vingt[51].

## H
- Haut – A
- B
- C
- D
- E
- F
- G
- H
- I
- J
- K
- L
- M
- N
- O
- P
- Q
- R
- S
- T
- U
- V
- W
- X
- Y
- Z

- Raoul Hausmann (Vienne, 1886 - Limoges (Haute-Vienne), 1971). Plasticien et écrivain, surnommé « Der Dadasophe ». Fondateur avec Richard Huelsenbeck du groupe Dada de Berlin en 1917. Connu autant pour son apport dans le domaine du montage et du photomontage que son œuvre écrite dans le domaine de la critique politique. Éternel combatif, Hausmann prend contact avec les situationnistes, notamment Guy Debord à l'occasion de la parution de De la misère en milieu étudiant (1966)[52].

- Ben Hecht (New York, 1894 - New York, 1964). Journaliste, écrivain et scénariste américain. Connu surtout comme scénariste à Hollywood pour Howard Hawks (Scarface, 1932) et Alfred Hitchcock (Notorious (Les Enchaînés), 1946). Ami de George Grosz, il est surnommé « Ben-Dada » ou « Ehrendada (Dada d'Honneur) » par les dadaïstes de Berlin tandis que, venu des États-Unis, il réalise un reportage. En 1964, il raconte ces années berlinoises dans son ultime ouvrage Lettres de Bohème[53].

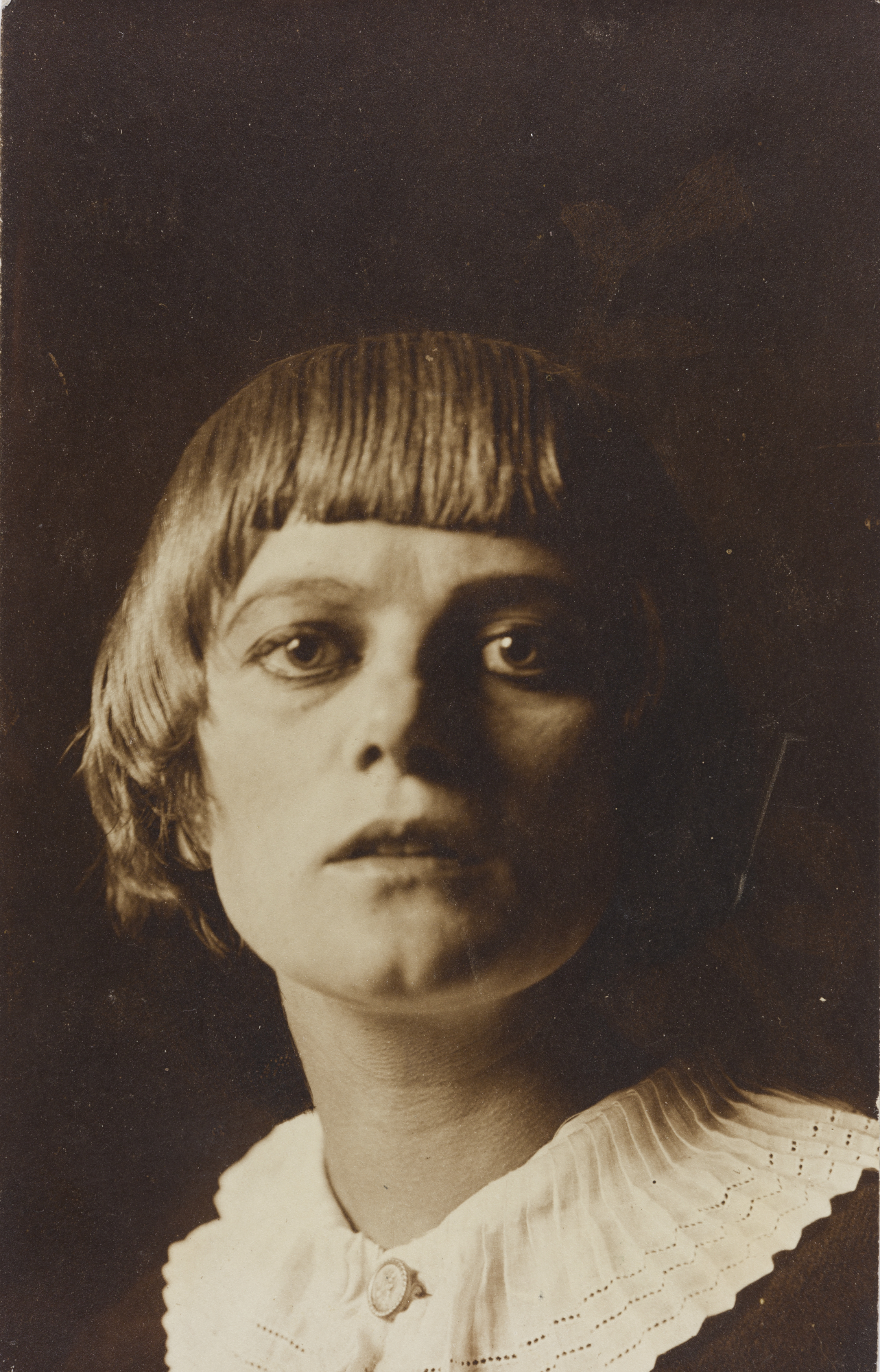
Emmy Hennings

- Emmy Hennings (Flensbourg, Allemagne, 1885 - Canton du Tessin, Suisse, 1948). Poétesse, danseuse et chanteuse allemande. Cofondatrice du Cabaret Voltaire en février 1916, « pionnière du mouvement Dada. »[54].

- Wieland Herzfelde (Weggis, 1896 - Berlin-Est, 1988). Écrivain et éditeur allemand, frère de John Heartfield. Fondateur de la maison d'édition Malik Verlag de l'extrême gauche berlinoise. Les éditions Malik sont déterminantes dans l'histoire de Dada par la publication d'œuvres de Raoul Hausmann et George Grosz. En 1938, Herzfelde et sa femme Gertrude s'exilent pour Prague, Londres puis New York[55].

- Marcel Herrand (1897, Paris – Montfort-l'Amaury, 1953). Comédien français. Il joue le rôle du mari lors de la création des Mamelles de Tirésias de Guillaume Apollinaire et lit un choix de poèmes lors de la soirée dite du Cœur à Barbe en 1923. Son choix de lire, aux côtés des dadaïstes, des poèmes de Jean Cocteau provoque la volonté de Paul Eluard de saboter la manifestation[56].

- Julius Heuberger (???-???). Imprimeur suisse. Il a confectionné plusieurs ouvrages dadas dont les trois premiers numéros de la revue Dada et Vingt-cinq poèmes de Tristan Tzara et Jean Arp[57].

- Hans Heusser (Zurich, 1892 – Saint-Gall, 1942). Compositeur suisse. Il participe aux soirées Dada de Zurich avec ses pièces pour piano, harmonium et voix[58].

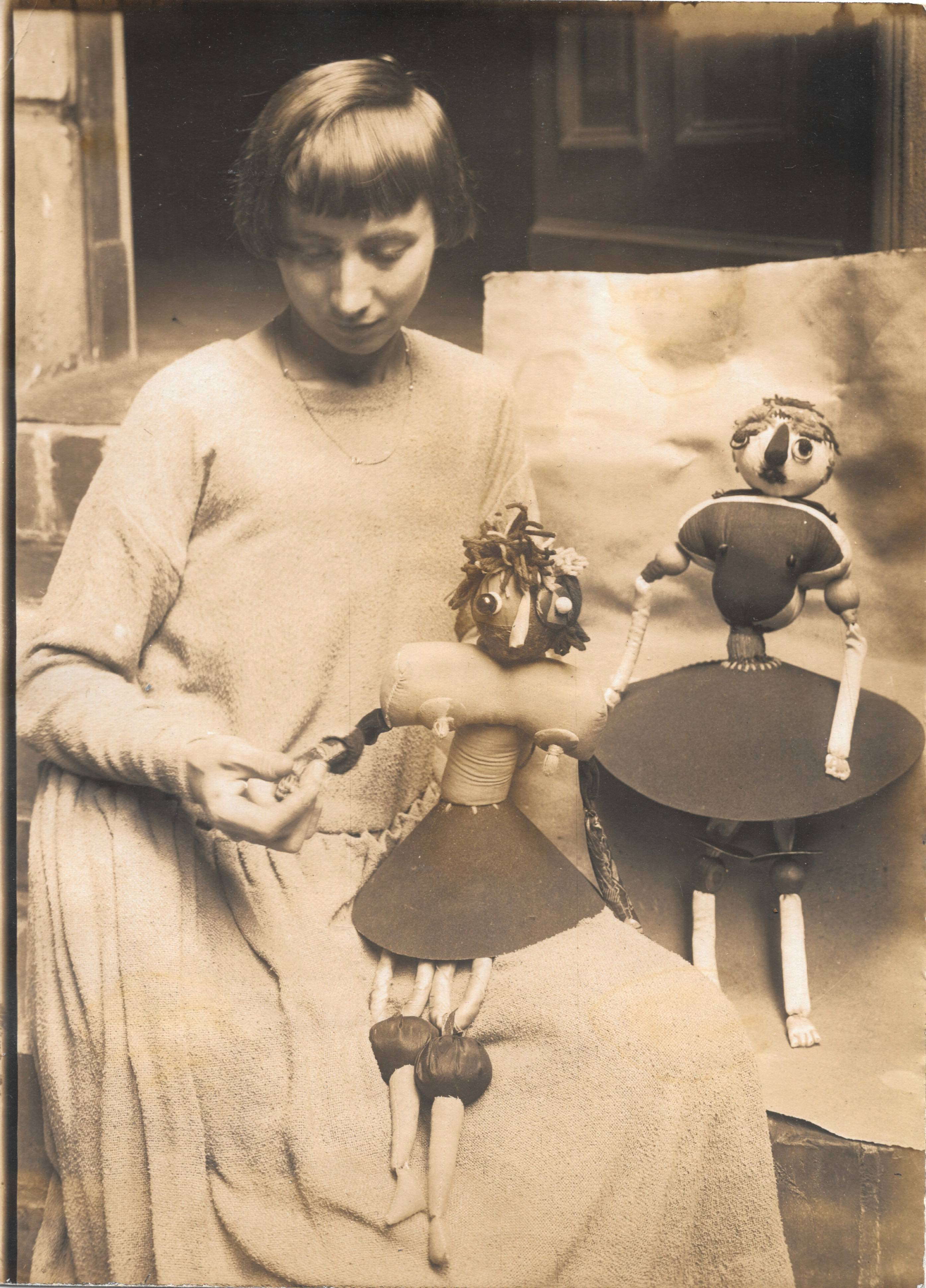
Hannah Höch, 1920

- Jindrich Honzl (Humpolec (Tchécoslovaquie), 1894 – Prague, 1953). Metteur en scène et théoricien de théâtre tchèque. En 1922, il devient membre du groupe d’avant-garde Devetsil. Cependant c’est Dada qui l’intéresse aussi il met en scène Les Mamelles de Tiresias de Guillaume Apollinaire, Le Serin muet de Georges Ribemont-Dessaignes et Ubu roi d’Alfred Jarry[59].

## J
- Haut – A
- B
- C
- D
- E
- F
- G
- H
- I
- J
- K
- L
- M
- N
- O
- P
- Q
- R
- S
- T
- U
- V
- W
- X
- Y
- Z

- Max Jacob (Quimper, 1876 - Drancy, 1944). Poète français. Cité pour avoir été le premier poète à commencer une correspondance avec Tristan Tzara dès février 1916 avant même la parution du premier numéro de Cabaret Voltaire. Tzara lit des extraits de La Côte au Cabaret Voltaire. En 1917, Max Jacob annonce :« la naissance d'un poète roumain [...] qui écrit dans ce style Tsara ! Tsara ! Tsara ! Tsara ... Thoustra », à New York dans la revue 391[60].

- Marcel Janco (Bucarest, 1895 - Tel Aviv, 1984). Peintre, graveur, sculpteur et architecte roumain. Ami de Tristan Tzara dès avant la création du Cabaret Voltaire, il compte parmi les fondateurs de Dada. Outre les masques aux bois parus sur la couverture des premiers cahiers de la revue Dada, on lui doit une part essentielle de l'esthétique Dada[61].

- Franz Jung (Neisse, Suisse, 1888 - Stuttgart, 1963). Écrivain allemand. En 1913, il publie Trottelbuch (Le Livre de l'imbécile), ouvrage remarqué par la suite par les dadas berlinois comme Raoul Hausmann. C'est avec ce dernier que Franz Jung participe brièvement au mouvement Dada avec la revue Die Freie Strasse (La Voie libre) distribuée gratuitement[62].

## L
- Haut – A
- B
- C
- D
- E
- F
- G
- H
- I
- J
- K
- L
- M
- N
- O
- P
- Q
- R
- S
- T
- U
- V
- W
- X
- Y
- Z

- Oscar Lüthy (Berne, 1882 - Zurich, 1945). Peintre suisse. Il signe le Dadaistisches Manifest (Manifeste Dada) en 1920[63].

## M
- Haut – A
- B
- C
- D
- E
- F
- G
- H
- I
- J
- K
- L
- M
- N
- O
- P
- Q
- R
- S
- T
- U
- V
- W
- X
- Y
- Z

- Émile Malespine (Nancy, Meurthe-et-Moselle, 1892 - Paris, 1953). Médecin psychiatre. En 1922, il crée la revue Manomètre ouverte à tous les courants de l'avant-garde internationale. En 1925, le ton dadaïste est abandonné pour un « suridéalisme » en opposition ouverte au surréalisme qualifié de « magasin d'accessoires qu'on déballe »[64].

- Pierre de Massot (Lyon, 1900 - Paris, 1969). Participant à la soirée dite du Cœur à barbe, le 6 juillet 1923, aux côtés de Tristan Tzara, il offre à André Breton et ses amis Robert Desnos, Paul Eluard et Benjamin Péret le prétexte à interruption quand il improvise une déclamation : « André Gide, mort au champ d'honneur. Pablo Picasso, mort au champ d'honneur. Francis Picabia, mort au champ d'honneur. Marcel Duchamp disparu … »[65].

- Agnes Ernst Meyer (New York, 1887 - Mount Cisco, 1970). Poétesse et écrivaine américaine. Amie du photographe Alfred Stieglitz, elle l'aide financièrement à ouvrir sa galerie d'art et à créer la revue 291. Même si elle n'accepte pas totalement les positions contestataires de Dada, elle fait paraître, en 1915, le poème Mental reactions dont la typographie s'inspire à la fois du Futurisme et de Dada[66].

## N
- Haut – A
- B
- C
- D
- E
- F
- G
- H
- I
- J
- K
- L
- M
- N
- O
- P
- Q
- R
- S
- T
- U
- V
- W
- X
- Y
- Z

- Paul Neuhuys (Anvers, 1897 - 1984). Poète belge francophone. En 1920, il crée la revue Ça ira ! ouverte aux avant-garde artistiques européennes[67].

## P
- Haut – A
- B
- C
- D
- E
- F
- G
- H
- I
- J
- K
- L
- M
- N
- O
- P
- Q
- R
- S
- T
- U
- V
- W
- X
- Y
- Z

- Benjamin Péret (Rezé, 1899 - Paris, 1959). Poète français. Il apparaît déguisé en soldat inconnu allemand lors du Procès Barrès[68].

## R
- Haut – A
- B
- C
- D
- E
- F
- G
- H
- I
- J
- K
- L
- M
- N
- O
- P
- Q
- R
- S
- T
- U
- V
- W
- X
- Y
- Z

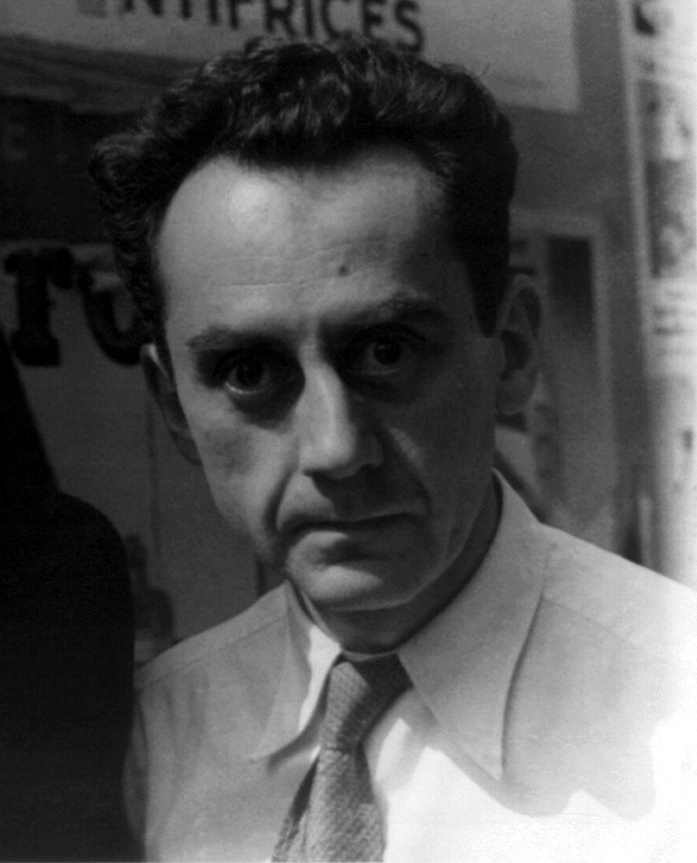
Man Ray, date et photographe inconnus

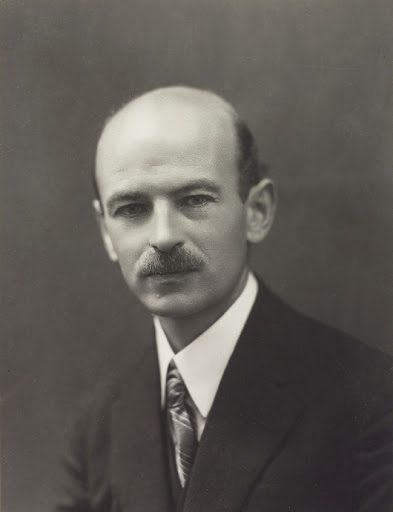
Georges Ribemont-Dessaignes, photographie de Henri Manuel

- Georges Ribemont-Dessaignes (Montpellier, Hérault, 1884 - Saint-Jeannet, Alpes-Maritimes, 1974). Poète, écrivain, dramaturge et peintre français. Ribemont-Dessaignes est l'un des aînés du dadaïsme parisien : avec Marcel Duchamp et Francis Picabia, ils fondent, dès 1911, le groupe dit « de Puteaux »[69]. Il collabore avec Tristan Tzara dès 1919 et participe aux manifestations dada parisiennes jusqu'à la fin du mouvement[70]. Avec ses pièces L'Empereur de Chine et Le Serin muet, il est considéré comme l'inventeur du théâtre Dada[69].

- Hans Richter (Berlin, 1888 - Locarno, Suisse, 1976). Peintre et cinéaste américain. Il se rallie au groupe Dada de Zurich en 1916[71].

- Jacques Rigaut (1898 - Châtenay-Malabry, 1929). Écrivain français. Il signe le manifeste Dada soulève tout et écrit de courts textes pour la revue Littérature et le catalogue du Salon Dada. En 1923, il signe un faire-part de décès de Dada et, dès lors, cesse toute publication. Il s'éloigne des milieux d'avant-garde littéraire pour se consacrer à une existence plus mondaine. Il se suicide le 6 novembre 1929[72]. Selon Georges Ribemont-Dessaignes : « Son influence au sein de Dada contribua à faire du mouvement une crise latente et à donner à chacun la conscience qu'un jour prochain aucun effort ne parviendrait plus à la dénouer. »[73]

## S
- Haut – A
- B
- C
- D
- E
- F
- G
- H
- I
- J
- K
- L
- M
- N
- O
- P
- Q
- R
- S
- T
- U
- V
- W
- X
- Y
- Z

- Erik Satie (Honfleur, 1866 - Paris, 1925). Pianiste et compositeur français. Peu réceptifs à toute expression musicale, les dadas parisiens n'ont pas reconnu le compositeur de Musique d'ameublement comme un des leurs. Seul Tristan Tzara a témoigné de sa constante amitié[74].

- Christian Schad (Miesbach, Allemagne, 1894 - Stuttgart, 1982). Peinture et photographe allemand. Il ne participe que de loin et en retrait au mouvement Dada : un bois gravé en 1919 et une « schadographie » (photographie sans caméra : objets posés sur une feuille sensible) dans la revue Dadaphone. Par la suite, il se détourne de Dada pour revenir une peinture plus académique[75].

- Morton Schamberg (Philadelphie, Pennsylvanie, 1881 - 1918). Peintre américain[76].

- Rudolf Schlichter (Calw, Allemagne, 1890 - Munich, 1955) Peintre allemand. Acteur du Novembergruppe (1919) au sein duquel il rencontre George Grosz et John Heartfield qui le décident à participer au groupe Dada de Berlin[77].

- Georg Scholz (Wolfenbüttel, 1890 - Waldkirch, 1945). Peintre allemand[78].

- Kurt Schwitters (Hanovre, 1887 - 1948). Plasticien et écrivain allemand. Refusé par le groupe Dada berlinois, il crée en 1919 à Hanovre Merz, mouvement à la fois parallèle et concomitant à Dada. Extrait de Kommerz, le mot sera la base des titres de nombre de ses œuvres[79].

Bois de Marcel Slodki publié dans la revue Cabaret Voltaire

- Marcel Slodki (Łódź, Pologne, 1892 - mort en déportation à Auschwitz, 1943). Peintre polonais. Ami de Tristan Tzara, il participe aux premières activités du groupe Dada à Zurich. Il réalise l’une des premières affiches pour les soirées du Cabaret Voltaire en 1916[80].

## T
- Haut – A
- B
- C
- D
- E
- F
- G
- H
- I
- J
- K
- L
- M
- N
- O
- P
- Q
- R
- S
- T
- U
- V
- W
- X
- Y
- Z

- Sophie Taeuber-Arp (Davos, Suisse, 1889 - Zurich, 1943). Danseuse, peintre et sculpteur suisse. L'un des fondateurs de Dada et animatrice du Cabaret Voltaire à Zurich. En 1926, avec son mari Hans Arp, elle s'installe près de Paris et participe aux activités surréalistes[81].

- Tristan Tzara (Moineşti (Roumanie), 1896 - Paris, 1963). Poète et essayiste roumain. L'un des fondateurs de Dada, « stratège et propagandiste du mouvement » selon Hugo Ball[82]. En relation épistolaire avec André Breton depuis décembre 1918, il arrive à Paris en janvier 1920 et participe aux manifestations dadas du groupe parisien. Le Procès Barrès de mai 1921 révèle ses divergences avec Breton. La représentation chahutée de sa pièce Cœur à Barbe le 6 juillet 1923 consomme la rupture avec les surréalistes et marque la fin des activités du groupe Dada parisien[83]. « Ce zigoto romantique international, ce zélé propagandiste à qui, en fait, nous devons l'énorme diffusion du Dadaïsme » : Richard Huelsenbeck, 1920[84].

- Guillermo de Torre (Madrid, 1900 - Buenos Aires, 19711). Poète espagnol. De 1919 à 1924, il entretient une correspondance avec Tristan Tzara dans le but de créer un foyer Dada à Madrid. « Tout Madrid devient dadaïste », écrit-il[85].

## V
- Haut – A
- B
- C
- D
- E
- F
- G
- H
- I
- J
- K
- L
- M
- N
- O
- P
- Q
- R
- S
- T
- U
- V
- W
- X
- Y
- Z

- Jacques Vaché (Lorient, 1895 - Nantes, 1919, suicidé (?)). Écrivain, dessinateur et peintre français. Même si André Breton écrit dans le Manifeste du surréalisme en 1924 : « Jacques Vaché est surréaliste en moi », le comportement du « jeune homme roux » durant sa courte adolescence : « désertion à l'intérieur de soi », référence à Alfred Jarry, « l'Umour (sans h) », revêt toutes les caractéristiques d'un précurseur de dada.[réf. nécessaire]

- Alfred Vagts (Basbeck, 1892 - Cambridge, 1986) Poète allemand. Cité parmi les président et présidentes du mouvement Dada dans le Bulletin Dada[1] et sollicité pour participer au projet Dadaglobe[86].

- Otto Van Rees (Fribourg-en-Brisgau 1884  – Utrecht 1957). Peintre néerlandais. D'abord influencé par le réalisme et l'impressionnisme, il réalise des collages non figuratifs à partir de 1915, année où il rencontre Tristan Tzara à Zurich. Il fait partie des fondateurs du Cabaret Voltaire et du mouvement Dada[87].

- Theo Van Doesburg[88] (Utrecht, Pays-Bas, 1883 - Davos, Suisse, 1931). Dessinateur, peintre et poète hollandais. Fondateur du mouvement De Stijl en 1918, il publie dans la revue du même nom un extrait du Manifeste Dada 1918 (février 1920). Il assiste aux manifestations dada parisiennes et publie les documents envoyés par les groupes berlinois et parisien. Sous le pseudonyme d'I. K. Bonset, il crée la revue dada Mecano (1922)[89].

## W
- Haut – A
- B
- C
- D
- E
- F
- G
- H
- I
- J
- K
- L
- M
- N
- O
- P
- Q
- R
- S
- T
- U
- V
- W
- X
- Y
- Z

- Beatrice Wood (1893, San Francisco - 1998, Ojai, Californie). Peintre américaine. Témoin actif des débuts de Dada à New York, elle rencontre Marcel Duchamp en 1916 et lui présente un dessin qu'il fait paraître dans une revue d'avant-garde. Surnommée « Mama of Dada ». Elle présente deux tableaux à l'exposition de la Société des artistes indépendants (1917) dont Un peut d'eau dans du savon : un corps nu de femme, sans la tête, dans une baignoire, avec le sexe caché par un (réel) savon rouge en forme de cœur[90].

## Z
- Haut – A
- B
- C
- D
- E
- F
- G
- H
- I
- J
- K
- L
- M
- N
- O
- P
- Q
- R
- S
- T
- U
- V
- W
- X
- Y
- Z

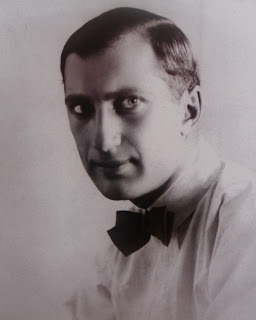
Ilia Zdanevitch

- Ilia Zdanevitch dit Iliazd (Tiflis, Empire russe 1894 - Paris, 1975). Poète russe futuriste, après avoir animé en Géorgie le groupe Degré 41, sorte de groupe Dada du Caucase, il s'installe à Paris en 1921[91]. Il est l'auteur d'un drame en albanais Ianko, roi des Albanais (1916), censurée puis d'un recueil poétique en zaoum Ledentu Le Phare (1923)[92] et réalise l'affiche de la soirée Dada dite du Coeur à Barbe en 1923[93].

## Sources bibliographique
- [Dachy 2005a] Marc Dachy, Archives dada – Chroniques, Paris, Éditions Hazan, 2005 (ISBN 2-7541-0009-1)
- [Dachy 2005b] Marc Dachy, Dada, La révolte de l'art, Paris, Gallimard / Centre Pompidou, 2005 (ISBN 2-07-031488-X)
- [Dickerman 2005] Leah Dickerman (en), Dada : Zurich, Berlin, Hannover, Cologne, New York, Paris, National Gallery of Art, 2005 (ISBN 978-1-933045-20-7, lire en ligne) — Certains des textes sont repris et traduits dans Le Bon.
- [Le Bon 2006] Laurent Le Bon (dir.), Dada, catalogue de l'exposition présentée au Centre Pompidou du 5 octobre 2005 au 9 janvier 2006, Paris, Éditions du Centre Pompidou, 2005
- [Lista 2005] Giovanni Lista, Dada libertin & libertaire, Paris, L'Insolite, 2005
- [Sanouillet 2005] Michel Sanouillet, Dada à Paris, Paris, CNRS Éditions, 2005 (1re éd. 1965) (ISBN 2-271-06337-X, lire en ligne)
- [Dachy 2011] Marc Dachy, Dada & les dadaïsmes : rapport sur l'anéantissement de l'ancienne beauté, Gallimard, 2011 (ISBN 978-2-07-043933-1, lire en ligne)